# Cierniak cętkowany
Cierniak cętkowany (Phacellodomus striaticollis) – gatunek małego ptaka z rodziny garncarzowatych (Furnariidae), podrodziny ogończyków (Synallaxinae). Występuje w Ameryce Południowej. Nie jest zagrożony wyginięciem.

## Taksonomia
Po raz pierwszy gatunek opisali Alcide d’Orbigny i Frédéric de Lafresnaye w 1838. Holotyp pochodził z Buenos Aires (Argentyna). Autorzy przydzielili mu nazwę Anumbius straticollis; akceptowana obecnie przez Międzynarodowy Komitet Ornitologiczny (IOC) nazwa to Phacellodomus striaticollis. Autorzy Handbook of the Birds of the World wyróżniają podgatunek nominatywny oraz drugi, P. s. maculipectus, jednak zarówno IOC jak i autorzy The Howard and Moore Complete Checklist of the Birds of the World podnoszą go do rangi osobnego gatunku – cierniaka falistego (P. maculipectus), tym samym uznając cierniaka cętkowanego za monotypowego. Cierniaka cętkowanego i falistego różni upierzenie, kolor tęczówki, pieśń, preferowane środowisko i kształt gniazda.

## Morfologia
Długość ciała wynosi 17–18 cm, masa ciała – 22–26 g. Pod względem upierzenia samiec i samica są identyczne, tj. nie występuje dichromatyzm płciowy. W wymiarach szczegółowych widać drobne, lecz nieznaczące różnice. Wymiary szczegółowe podane w mm (ptaki z prowincji Buenos Aires, n dla poszczególnych wymiarów od 10 do 14):
|    | Długość skrzydła | D. dzioba (górnej krawędzi) | D. dzioba (od kącika) | D. ogona | D. skoku | Środkowy palec z pazurem | Pazur środkowego palca |
| -- | ---------------- | --------------------------- | --------------------- | -------- | -------- | ------------------------ | ---------------------- |
| ♂♂ | 64               | 15,1–17                     | 22–24                 | 81–90    | 21–22    | 21–22                    | 6–6,2                  |
| ♀♀ | 60–65            | 15–15,1                     | 20–21                 | 75–87    | 19,8–21  | 21–22                    | 5,3–6                  |

Dostrzec można słabo widoczną jasnobrązową brew, ciągnącą się w przód po obszar nad kantarkiem. Za okiem biegnie wyraźny, ciemnobrązowy pas. Poza tym boki głowy matowe, jasnobrązowe. Wierzch głowy brązowokasztanowy, w okolicach stosin piór występują jasne plamki, na czole i z tyłu głowy bardziej matowe. Grzbiet porastają pióra czerwonobrązowe, kuper i pokrywy nadogonowe jaśniejsze. Pokrywy skrzydłowe matowobrązowe, te pokrywające lotki I rzędu ciemniejsze. Same lotki mają rdzawe krawędzie i popielate końcówki. Ogon stopniowany. Środkowa para sterówek matowa, rdzawobrązowa. Pozostałe są w większości rdzawe, również matowe. Gardło brudnobiałe. Pióra na piersi głównie jasnobrązowe, ich stosiny są jaśniejsze. Pierś pokrywają nieregularne, ciemnorude plamki. Brzuch jasnobrązowy, boki i pokrywy podogonowe matowe, szarobrązowe. Tęczówka żółta po kremowopłową lub jasnopomarańczową. Górna szczęka czarniawa po brązowawą, żuchwa szara, niekiedy z czarnym końcem; skok i palce szare po szarozielone. Osobniki młodociane mają mniej rdzawej barwy na grzbiecie.

## Zasięg występowania
Cierniak cętkowany występuje w północno-wschodniej Argentynie (wschodnia prowincja Formosa na południe do wschodniej prowincji Córdoba i północnej prowincji Buenos Aires), do tego w południowo-wschodniej Brazylii (na południe od wschodniego stanu Parana) i w Urugwaju.

## Ekologia
Środowiskiem życia cierniaka cętkowanego są nadrzeczne zarośla, lasy galeriowe, pustynne zakrzewienia i obrzeża bagien; zawsze występuje w pobliżu wody. Odnotowywany od poziomu morza po 700 m n.p.m. W skład pożywienia wchodzą chrząszcze (ryjkowcowate, sprężykowate, stonkowate, czarnuchowate), tarczówkowate, wtykowate, szarańczowate oraz motyle. Zazwyczaj ptaki tego gatunku widywane są w parach.

### Lęgi
Jaja stwierdzano od sierpnia do czerwca, pisklęta od września do początku lutego. Gniazdo to podłużna, nieco sferyczna masa długa na 30–50 cm, wysoka na 25–30 cm i szeroka na 12–20 cm. Zbudowane jest z gałęzi, zwykle ciernistych. Wewnątrz konstrukcji znajduje się tunel prowadzący do „przedpokoju” (ang. antechamber) i następnie komory gniazdowej wyściełanej miękką materią roślinną. Gniazdo zawieszone jest od 1 do 3 m nad ziemią, a często nad wodą; wsparte jest na dwóch gałęziach drzewa. W zniesieniu znajdują się przeważnie 3 lub 4 jaja, okazjonalnie 2 lub 5. Inkubacja trwa blisko 16 dni, młode spędzają w gnieździe 12–13 dni. Niekiedy gniazda odwiedzają pasożyty lęgowe, jak starzyk granatowy (Molothrus bonariensis) i klinochwostka paskowana (Tapera naevia).

## Status
Międzynarodowa Unia Ochrony Przyrody (IUCN) uznaje cierniaka cętkowanego za gatunek najmniejszej troski (LC, Least Concern) nieprzerwanie od 1994 roku. Liczebność populacji nie została oszacowana, ale ptak ten opisywany jest jako dość pospolity. Ze względu na brak dowodów na spadki liczebności bądź istotne zagrożenia dla gatunku, BirdLife International uznaje trend liczebności populacji za stabilny.